# Марк Вейн Кларк
Марк Вейн Кларк (англ. Mark Wayne Clark; 1 травня 1896, Сакетс-Харбор, Нью-Йорк — 17 квітня 1984, Чарлстон, Південна Кароліна) — американський воєначальник, генерал армії США (1945), був наймолодшим генерал-лейтенантом в історії армії США. Учасник Першої, Другої світових та Корейської війни; командувач миротворчими силами ООН в Кореї (1952–1954), командувач 15-ї групи армій, 5-ї, 6-ї та 7-ї американських армій за часів Другої Світової війни та післявоєнний час.
За часів Першої світової війни командував піхотною ротою і отримав серйозне поранення шрапнеллю. У післявоєнний час займав низку командних та штабних посад у різних з'єднаннях та об'єднаннях американської армії, за свої видатні здібності був замічений начальником штабу армії США Дж. Маршаллом. Став командувачем 5-ї армії, яка взяла першою серед американських армій участь у боях в Північній Африці. Згодом командував арміями, групою союзних армій на Італійському фронтові, прославився, як визволитель Риму в червні 1944.
Нагороджений низкою вищих військових нагород Сполучених Штатів та інших держав. У післявоєнний час командувач армії у Сан-Франциско. З літа 1952 командувач Об'єднаними силами ООН та США в Кореї, на цій посаді перебував до закінчення бойових дій на Корейському півострові.
Після звільнення з лав Збройних сил з 1954 до 1965 — президент військового коледжу у Південній Кароліні, Цитаделі.

## Біографія
Військова кар'єра
- 1913 — кадет
- 17 квітня 1917 — другий лейтенант
- 15 травня 1917 — перший лейтенант
- 5 серпня 1917 — капітан
- 14 січня 1933 — майор
- 1 липня 1940 — підполковник
- 4 серпня 1941 — бригадний генерал
- 17 серпня 1942 — генерал-майор
- 11 листопада 1942 — генерал-лейтенант
- 10 березня 1945 — генерал

Марк Вейн Кларк народився на військовій базі Медісон-Барракс у Сакетс-Харбор, в штаті Нью-Йорк, в родині кадрового піхотного офіцера Чарльза Кларка. Більшу частину своєї юності провів у Гайленд-Парку, штат Іллінойс, коли його батько проходив військову службу у Форт-Шерідані. Його мати, Ребекка Езекиєльс, була дочкою єврейських іммігрантів з Румунії, але Кларк під час навчання у Військовій Академії прийняв хрещення по єпископальному обряду.
Батько майбутнього генерала полковник Ч.Кларк служив на Пуерто-Рико, Філіппінах і в Китаї до початку Першої світової війни. Марк разом з родиною відвідав багато місць, й тому вирішив піти по стопах свого батька, вступаючи у Вест-Пойнті в 1913 році.

### Військова служба
У віці 17 років Марк Вейн поступив до Військової Академії у Вест-Пойнті, але часто хворів у цей час. За часів навчання отримав від своїх одногрупників прізвисько «Контрабандист» через його здатності тихцем проносити цукерки в казарму. У квітні 1917 Кларк закінчив Вест-Пойнт, з класом рейтингу лише 110 у класі зі 139 кадетів, і з присвоєнням йому першого офіцерського звання другий лейтенант був направлений для подальшого проходження служби у піхотну частину. У зв'язку зі вступом Сполучених Штатів у світову війну, в армії розпочалося швидке збільшення чисельності військових частин, у вже 15 травня Марк Кларк отримав військове звання першого лейтенанта, а 5 серпня 1917 став капітаном.
Відправлений з американськими експедиційними силами до Франції, де проходив службу у складі 11-го піхотного полку 5-ї піхотної дивізії. Командуючи ротою під час боїв у французьких Воґезах отримав важке поранення, за що згодом отримав нагороду. Після завершення курсу лікування, капітан Кларк був переведений до штабу Першої армії Сполучених Штатів до кінця військових дій, брав участь у підготовки Сен-Міельської та Мез-Аргоннської операції восени 1918 року. Потім служив у штабі 3-ї армії при виконанні нею окупаційних обов'язків у Німеччині.
У міжвоєнний час, Кларк служив на різнорідних штабних та викладацьких посадах у бойових частинах та тренувальних центрах. З 1921 по 1924 він працював на посаді офіцера-асистента в офісі помічника військового міністра. На усіх посадах характеризувався командирами як «виключно здатний офіцер». Зокрема, він брав участь у кампанії по рекрутському набору солдатів у 1921 році.
У 1924 році він одружився з Морін Доран. У наступні два роки у них народилися двоє дітей: син Вільям і дочка Патриція-Енн
У 1925 році він закінчив повний курс підготовки офіцерів у піхотній школі армії, потім продовжив службу в ролі штабного офіцера у 30-му піхотному полку на військовій базі в Президіо в Сан-Франциско, штат Каліфорнія. Наступним призначенням було інструктор з підготовки у Національній гвардії штату Індіана, 14 січня 1933 він отримав звання майора, більш ніж через 15 років після присвоєння йому звання капітана.
У 1935–1936 майор Кларк продовжував службу заступником командира Громадянський корпус охорони навколишнього середовища в Омасі, штат Небраска, в інтервалі між продовженням навчання у 1935 в Командно-штабному коледжі армії у Форт Лівенворт, Канзас та в 1937 у Воєнному коледжі армії, Карлайль-Барракс, Пенсільванія. В 1937 призначений у Форт Льюїс, Вашингтон, де він проходив службу протягом 3-х років, зокрема, одним з завдань, що їм опрацьовувалося, було тренування 3-ї піхотної дивізії армії США тактиці висадки морського десанту. Пізніше, у березні 1940 року, Кларк був визначений інструктором-викладачем до Воєнного коледжу армії, де 1 липня 1940 він отримав військове звання підполковника.
З початком Другої світової війни в Європі, керівництво американської армії стало більше приділяти уваги до стану власних збройних сил, зокрема до бойової підготовки військ. Через принципове ставлення американців до невтручання у європейські справи, військові формування мали невеликий розмір, й як з'ясувалося, система підготовки була абсолютно не пристосована до викликів та реалій сучасної війни, що було яскраво продемонстроване німцями під час блискавичної кампанії в Польщі. Командування збройними силами визначило задачу — організувати якомога скоріше систему підготовки з'єднань й об'єднань, у тому числі й шляхом проведення повноцінних військових навчань із залученням великих формувань у повному штатному складі. Підполковник Кларк, під керівництвом генерала Леслі Макнейра, був визначений основним виконавцем для пошуку та організації нових полігонів та районів проведення навчань, де мусили виконуватися завдання з підготовки американських дивізій, корпусів, та навіть армій. В результаті проведеної роботи Марк Кларк відібрали тисячі гектарів невикористовуваних земель у штаті Луїзіана для проведення повномасштабних військових маневрів у 1940–1941 роках, які пізніше отримали назву Луїзіанські маневри.
4 серпня 1941, Марк Вейн Кларк отримав призначення на посаду заступника начальника штабу-начальника оперативного управління армії США (G-3) у Вашингтоні, з одночасним присвоєнням йому військового звання бригадного генерала, мінуючи ранг полковника.

### Друга світова війна

#### Північна Африка
У січні 1942 року, через місяць після вступу США у війну, бригадний генерал Кларк був призначений заступником начальника штабу сухопутних військ армії США, а в травні 1942 року, став начальник штабу цього наземного компоненту армії.
У червні 1942 року він вирушив до Англії, як командир II корпусу, а вже у наступному місяці призначений на посаду командувача американськими військами на Європейському театрі воєнних дій. 17 серпня 1942 Марк Вейн Кларк був підвищений у генерал-майори. У жовтні 1942 року, Кларк призначається заступником Верховного головнокомандувача союзними військами на Північноафриканському театрі війни, стає підлеглим Д.Ейзенхауера. З призначенням на цю посаду, найважливішим обов'язком молодого генерал стає всебічна підготовка до операції «Смолоскип», морської десантної операції зі вторгнення союзних військ у Французьку Північну Африку. Кларком також потай здійснений прихований візит до французьких володінь в Африці (операція «Флагшток»), з метою зустрічі з французькими офіцерами військ Віші, що були налаштовані на підтримку союзників. Американський генерал був доставлений на підводному човні HMS «Сераф» до розташування частин вішістської армії для ведення секретних переговорів, де йому незабаром після висадки вдалося скористатися арештом повстанцями французького адмірала флоту Жана-Франсуа Дарлана, найвищого офіцера французьких військ в Африці і схилити його на бік союзників. Через 3 дні загроз і переговорів Кларк нарешті переконав Дарлана і Жуена віддати наказ французьким військам припинити бойові дії 10 листопада в Орані і 11 листопада в Марокко — з тим, щоб Дарлан залишився главою французької адміністрації. В обмін генерал Ейзенхауер погодився з тим, щоб Дарлан призначив себе сам Верховним представником Франції у Північній і Західній Африці.
Кларк повернувся на підводному човні до Гібралтару, де Ейзенхауер розгорнув свою штаб-квартиру, з враженням, що французи в Північній Африці, не боротимуться проти сил союзників.
Д.Ейзенхауер дуже високо оцінював професійні та ділові якості Кларка та його персональний внесок в успіх операції. 11 листопада 1942 року, через три дні після висадки союзних військ в Африці, Кларк отримав звання генерал-лейтенанта, ставши наймолодшім американським військовим, який здобув це генеральське звання в історії.
5 січня 1943, командування армію ініціювало створення своєї першої польової армії за кордоном, 5-ї, на чолі з генерал-лейтенантом Кларком. Цю ж армію планувалося застосувати у ході майбутнього вторгнення до материкової частини Італії, в ролі основної ударної сили.

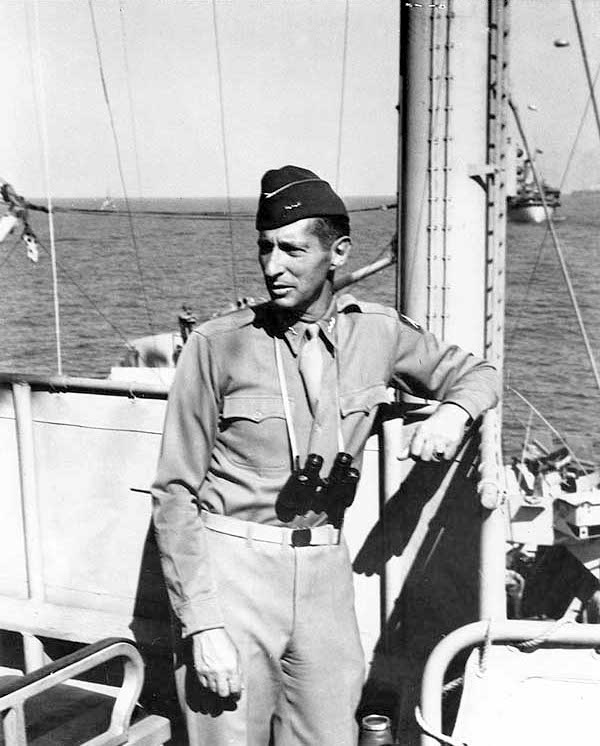
Генерал М.Кларк на борту корабля управління USS «Єнкон» під час висадки морського десанту в Салерно, Італія, 12 вересня 1943

#### Італія
8 вересня 1943 5-та армія під командуванням Кларка висадилася в Салерно в рамках вторгнення союзних військ до континентальної Італії. Водночас, висадка американських військ на плацдарм південніше Неаполя майже не закінчилася катастрофою, коли німецькі війська завдали потужного контрудару по морському десанту. Кларк став об'єктом серйозної критики з боку британських істориків і експертів за його роль в цій операції; у провину йому ставилася недостатня підготовленість та погане керівництво ним і його штабом власно операцією. 1 жовтня американці опанували Неаполь, після чого бойові дії в Італії набули затяжного і запеклого характеру.
Подальше просування союзних військ під командуванням генерала Гарольда Александера у складі американської 5-ї і британської 8-ї армії було зупинене потужними фортифікаційними укріпленнями німців, що утворили міцну лінію Густава поперек Центральної Італії від Адріатичного до Тірренського моря. Підрозділи 10-ї польової армії Вермахту займали панівні висоти за долинами у міста Кассіно, самі долини були затоплені, і просування по них бронетехніки було вкрай утруднено. Перший штурм лінії Густава закінчився невдачею, так само як і наступна за ним спроба обійти німців з флангу, висадивши десант в районі Анціо: частини VI-го американського корпусу, що зайняв плацдарм у Анціо, були оперативно заблоковані німецькими резервами і не змогли прорватися крізь їх оборонні позиції. Часті появи Кларка на передовій у ході боїв принесли йому повагу та шану солдатів. Однак, невдала спроба форсування річки Рапідо в ході першого штурму силами 36-ї дивізії коштувала американцям життів 1 700 солдатів і навіть стала об'єктом розслідування Конгресу після закінчення війни.
З середині листопада 1943 до кінця травня 1944 союзні війська були вимушені з величезними труднощами та втратами долати фортифікаційні перепони на кожному рубежі «Зимової лінії» у ході свого наступу на столицю Італії. Союзні війська тільки 12 травня в результаті операції «Діадема» прорвали першій рубіж лінії Густава — лінію Бернхардта, і 5-та та 8-ма армії ринулися вперед. За лінією Густава незабаром впала і наступна лінія оборони німців, лінія Гітлера, а 23 травня VI-й корпус під командуванням Лучіана Траскотта прорвав оточення в районі Анціо із зони висадки, і пішов на з'єднання з основними силами. Однак, замість того, щоб вирвавшись на оперативний простір, вдарити в тил 10-й німецькій армії, що билася при Монте-Кассіно, Траскотт за наказом М.Кларка повернув свої війська на північний захід у бік Риму, який був захоплений 4 червня. В результаті, основні сили німецької 10-ї армії змогли відійти з-під Монте-Кассіно і приєднатися до решти сил фельдмаршала А.Кессельрінга північніше Риму, перегрупуватися і організувати запеклий опір на оборонних позиціях Готської лінії оборони.
У грудні 1944 року Кларк змінив фельдмаршала Александера на посаді головнокомандувача союзними сухопутними військами в Італії, це формування було перейменоване на 15-ту групу армій — Александер, у свою чергу, став Верховним головнокомандувачем союзними військами в Середземноморському регіоні — на той час міжнародної коаліції військ різних країн, часто з конфліктуючими інтересами.

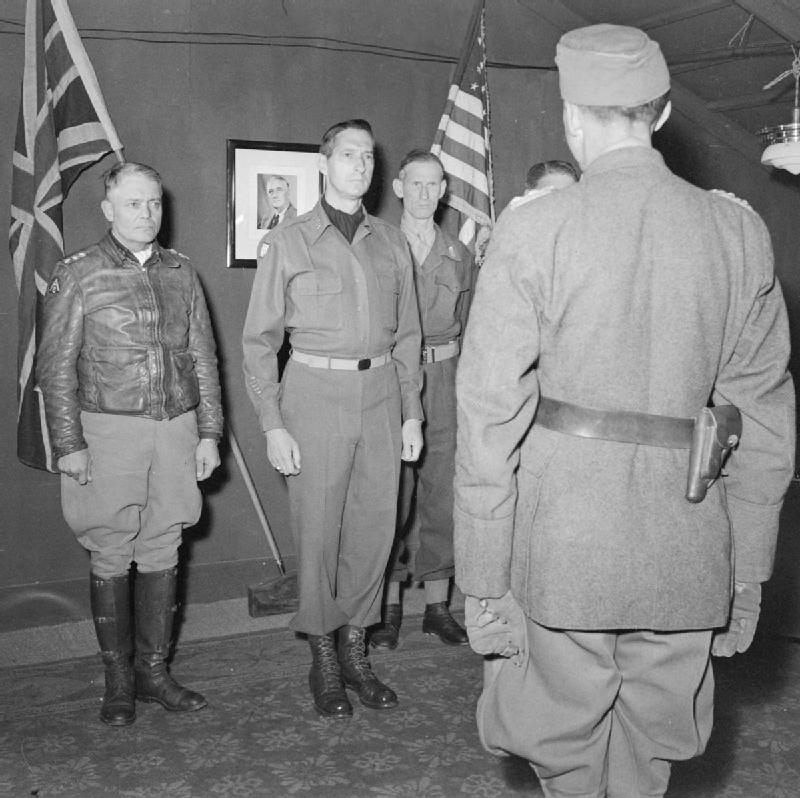
Німецький генерал танкових військ Ф.фон Зенгер, командир XIV-го танкового корпусу, рапортує генералу М.Кларку (праворуч стоїть генерал-лейтенант Л.Траскотт; ліворуч — британський генерал-лейтенант Р.МакКрірі) про капітуляцію німецьких військ в Західній Австрії та Північній Італії, травень 1945

10 березня 1945 Марк Вейн Кларк отримав вище звання повного генерала. Після прийняття капітуляції Німеччини в Італії у травні він став командувачем союзними військами в Італії, як війна в Європі закінчилася.

### Між світової та Корейської війнами
Пізніше в 1945 році, генерал М.Кларк служив головнокомандувачем американськими окупаційними військами в окупованій Австрії, тут Кларк придбав досвід переговорів з комуністами, який згодився йому через кілька років.
У 1947 році Кларк служив на посаді заступника держсекретаря США, і брав участь у переговорах щодо австрійського договору з Радою міністрів закордонних справ у Лондоні та Москві. У червні 1947, Кларк повернувся додому і прийняв на себе командування 6-ї армії, зі штаб-квартирою у Президіо в Сан-Франциско, а два роки по тому був названий командувачем польовими військами армії США.
20 жовтня 1951 роуц Марк Вейн Кларк був визначений президентом Гаррі Труменом посланцем США при Святому Престолі. Але ця пропозиція Президента США викликала чисельні протести з боку протестантського населення країни й навіть сенатора від штату Техас Тома Конноллі, тому Кларк 13 січня 1952 зняв свою кандидатуру.

### Корейська війна та відставка
12 травня 1952 генерал Марк Кларк був призначений командувачем Об'єднаними силами Організації Об'єднаних Націй та США, змінивши на цій посаді генерала Дж. Фліта.
З 1954 до 1965 року, після відходу у відставку з армії, генерал Кларк служив президентом військового коледжу Цитадель у місті Чарлстон, Південна Кароліна.
У 1962 Кларк на знак визнання його видатного служіння своїй країні був обраний почесним членом Суспільства Цинциннаті в штаті Південна Кароліна.

## Марк Вейн Кларк, як воєначальник
Полководницький стиль керівництва Кларка у ході проведення ним операцій в Італійській кампанії залишається спірним питанням, багато критики висловлено на його адресу, особливо критикуються його дії під час битви на Зимовій лінії. Американський військовий історик Карло Д'Есте коментує вибір Кларка, щоб взяти Рим, а не зосереджуватися на знищенні німецької 10-ї армії, «з точці зору військового нерозумним й порушенням субординації». Хоча Кларк по іншому оцінював його «гонку за Рим», але відредагована версія його щоденнику стала відома офіційним історикам стала доступна тільки після його смерті.
15 лютого 1944 під час вирішальної битви за Монте-Кассіно, Кларк віддав наказ на бомбардування абатства Монте-Кассіно. Це рішення стало наслідком прямої вказівки з боку його начальника, генерала сера Гарольда Александера, головнокомандувача союзними військами в Італії. Кларк і його начальник штабу генерал-майор Альфред Груентер раніше не переконані у «військової необхідності» такого бомбардування. При передачі підрозділами американського II корпусу позицій поблизу абатства військам Новозеландського корпусу, заступник командира 34-ї піхотної дивізії бригадний генерал Фредерік Батлер, сказав:
«Я не знаю, але я не вірю, що ворог знаходиться в монастирі. Весь вогонь, який він веде, здійснюється зі схилів пагорба під стіною»
У той же час, командир 4-ї індійської дивізії закликав бомбардувати увесь гірський масив усіма видами бомб, які є. Нарешті Кларк, під тиском свого прямого начальника генерала Александера відступив:
«Ви даєте мені прямий наказ, і ми виконуємо його»
і він це зробив.
В іншій ситуації, коли за планом Александера, частини армії М.Кларка в битві після прориву лінії Густава проривати вглиб оборони німецьких військ й скориставшись станом справ повинні були перерізати шосе № 6 і замкнути оточення навколо німецьких частин 10-ї армії, що відступала в безладі. Однак, Кларк у цей момент ухвалив рішення, що йшло врозріз з отриманими інструкціями, — йти прямо на Рим. Військові історики традиційно критикують Кларка за таке ігнорування інструкцій. Замість того, щоб спробувати замкнути котел навколо німецької армії генерал-полковника Г.фон Фітингофа, він повернув майже усі свої сили проти 14-ї армії, що займала оборонні позиції на лінії Цезаря в Альбанських горах, відкинув її і 4 червня, напередодні висадки союзних військ у Нормандії, вступив до Риму. Це дозволило 10-ій армії уникнути повного розгрому і відступити на нові оборонні рубежі, до Готської лінії, де до неї приєдналися залишки 14-ї армії генерала Е.фон Маккензен.

### Цікаві факти з біографії
Рано вранці 28 січня 1944 року, швидкісний торпедний човен PT, який перевозив генерала Кларка на плацдарм в Анціо був помилково обстріляний американськими бойовими кораблями. Кілька матросів були вбиті і поранені навколо нього. Через кілька місяців, 10 червня, він знову дивом уникнув смерті, коли, пролітаючи над Чивітавекк'я, його пілот не зміг побачити трос аеростат загородження. Кабель переплівся навколо крила літака, змушуючи «Пайпер Клаб» закрутися у швидкий низхідній спіралі навкруги тросу. Літак розвалився на частини після третього оберту, паливний бак розірвався, заливши фюзеляж горючою рідиною. Вдивовижку, пілотові вдалося безпечно посадити на кукурудзяному полі. «Я ніколи не мав гіршого досвіду», писав Кларк своїй дружині.